# Poggio Catino
Poggio Catino és un comune (municipi) de la província de Rieti, a la regió italiana del Laci, situat a uns 45 km al nord-est de Roma i a uns 20 km al sud-oest de Rieti. A 1 de gener de 2019 la seva població era de 1.272 habitants.

## Història
El poble es va crear a finals del segle xi, sobre del turó de Moricone, buscant un espai d'edificació més gran que el del proper poble de Catino, fundat al segle vii, i avui dia un llogaret d'aquest. El topònim en si descriu la topografia de la zona construïda: un turó (poggio) sobre una conca (catino). Antigament sota el domini de l'Abadia de Farfa, va passar a formar part de la província de Perusa, després de la unificació italiana (1861). Des del 1927, amb la creació de la província de Rieti, Poggio Catino, així com la resta de la nova província, van passar de la regió d'Umbria a la del Laci.